# Plagoa cerostomella
Plagoa cerostomella är en fjärilsart som beskrevs av Émile Louis Ragonot 1888. Plagoa cerostomella ingår i släktet Plagoa och familjen mott. Inga underarter finns listade i Catalogue of Life.